# Yeon Sang-ho
Yeon Sang-ho (* 1978 in Seoul) ist ein südkoreanischer Filmregisseur. Er schrieb und führte Regie bei den Animationsfilmen The King of Pigs (2011), The Fake (2013) sowie Seoul Station (2016) und drehte den Realfilm Train to Busan, der mit über 11,6 Millionen Zuschauern der erfolgreichste Film des Jahres 2016 in Südkorea war.

## Leben
Yeon Sang-ho schloss die Sangmyung University im Fach „westliche Malerei“ ab. 1997 drehte er seinen ersten animierten Kurzfilm. 2004 gründete Yeon das Filmproduktionsstudio Dadashow. Seine animierten Kurzfilme wurden zu zahlreichen Filmfestivals eingeladen. 2010 drehte Yeon den animierten Eröffnungstrailer für das Busan International Film Festival.
Yeons erster Animationsfilm in Spielfilmlänge war The King of Pigs im Jahr 2011, über einen Mann, der seine Ehefrau tötet, nachdem sein Geschäft pleitegegangen ist. Ein zentrales Thema im weiteren Filmverlauf ist Schulmobbing. Yeon ließ sich durch Satoshi Kon und Minoru Furuya inspirieren. Außerdem habe er Ereignisse seines eigenen Lebens aufgegriffen. Der Film erhielt den Zuspruch der Kritiker für die Darstellung des Mobbing, der Gewalt und der Armut sowie dem Verhalten der Figuren. Es ist der erste koreanische Animationsfilm, der auf die Internationalen Filmfestspiele von Cannes eingeladen wurde.
Sein nächster Film war der 30-Minüter The Window, basierend auf seinen Erlebnissen während des Wehrdiensts. 2013 kehrte er mit dem animierten Langfilm The Fake zurück, in dem der Führer eines Kults ein ganzes Dorf hinters Licht führt und sie ihres Geldes beraubt. Yeon sagte, er schrieb das Drehbuch für den Film 2009 und wollte damit Unzufriedenheit gegenüber dem Freihandelsabkommen zwischen Südkorea und den USA sowie Präsident Lee Myung-baks Projekt „Vier Große Flüsse“ zum Ausdruck bringen.
2016 stieg er in die Riege Südkoreas Regiestars auf. Zunächst veröffentlichte er auf dem Edinburgh International Film Festival den Animationsfilm Seoul Station mit Sprechrollen von Shim Eun-kyung und Ryu Seung-ryong. Kurz darauf feierte sein erster Realfilm auf den Internationalen Filmfestspiele von Cannes 2016 Weltpremiere. Mit Train to Busan erschuf er einen Zombiefilm und Nachfolger von Seoul Station, der national wie international Beliebtheit fand. Weiterhin veröffentlichte Yeon Sang-ho den animierten Kurzfilm The Way Home (집으로 Jibeuro), der zeitlich nach den Ereignissen von Train to Busan spielt.
2018 veröffentlichte er einen weiteren Realfilm, Telekinese, und griff dabei zurück auf die Hauptdarsteller von Seoul Station. Auch hier spielen Ryu Seung-ryong und Shim Eun-kyung Vater und Tochter. Allerdings geht es in dem Film nicht um Zombies. Es ist ein Sozialdrama, in dem ein Vater plötzlich Superkräfte erlangt, dadurch seiner Tochter helfen kann, und seine Beziehung zu ihr verbessert. In der Rolle der Antagonistin ist Jeong Yu-mi zu sehen, die in Train to Busan eine Hauptrolle spielte. Im August 2019 begann Yeon gemeinsam mit dem Manhwa-Zeichner Choi Gyu-seok mit der Veröffentlichung des Webtoons Hellbound (지옥 Jiok ‚Hölle‘) auf Naver Webtoon, den er als Netflix-Serie adaptieren wird.
2020 schrieb er für den Fernsehsender tvN die Serie The Cursed, die eine zweite Staffel und einen Film erhalten soll. Außerdem veröffentlichte Yeon in dem Jahr den Train-to-Busan-Nachfolger Peninsula, der vier Jahre nach den Ereignissen des Vorgängers spielt. Der Film wurde zum ersten Blockbuster der Coronakrise.
2021 veröffentlichte Yeon Sang-ho mit The Cursed: Dead Man’s Prey eine Filmfortsetzung seiner 2020 erschienenen Serie. Außerdem veröffentlichte er die Netflix-Serie Hellbound, die auf seinem gleichnamigen Webtoon basiert, welcher wiederum auf Yeon Sang-hos Universitätsabschlussprojekt aus dem Jahr 2004 basiert.

## Filmografie
- 2011: The King of Pigs (돼지의 왕 Dwaeji-ui Wang)
- 2013: The Fake (사이비 Saibi)
- 2016: Seoul Station
- 2016: Train to Busan
- 2016: The Way Home (집으로 Jibeuro, Kurzfilm)
- 2018: Telekinese (염력 Yeomnyeok)
- 2020: The Cursed (방법 Bangbeop, Fernsehserie, Drehbuch)
- 2020: Peninsula
- 2021: The Cursed: Dead Man’s Prey
- 2021: Hellbound (Fernsehserie)
- 2022: JUNG E: Gedächtnis des Krieges

## Auszeichnungen
2011
- Busan International Film Festival: DGK Award: Bester Regisseur für The King of Pigs[4]

2014
- Wildflower Film Award: Bester Regisseur für The Fake[5]

2016
- Buil Film Award: Yu Hyun-mok Film Arts Award für Train to Busan
- Korea Film Actor’s Association: Top Star Awards: Beste Nachwuchsregisseur für Train to Busan[6]